# 7722 Firneis
A 7722 Firneis (ideiglenes jelöléssel 2240 T-2) a Naprendszer kisbolygóövében található aszteroida. Cornelis Johannes van Houten,  Ingrid van Houten-Groeneveld és Tom Gehrels fedezte fel 1973. szeptember 29-én.